# Karolówka (Zamość)
Karolówka (dawn. Świnki) - jedna z szesnastu dzielnic (jednostek), na jakie podzielone jest miasto Zamość. Jest położona w zachodniej części miasta.
W obrębie granic dzielnicy znajdują się 3 osiedla mieszkaniowe, z przewagą domów jednorodzinnych:
- osiedle Błonie – na południe od linii kolejowej;
- osiedle Karolówka – na północ od linii kolejowej;

oraz 1 niewielkie nowe osiedle, jakie tworzą bloki mieszkalne:
- osiedle Heweliusza – ul. J. Heweliusza, ul. R. Traugutta.

Przez dzielnicę przebiegają główne, dwupasmowe ulice miasta - ul. Szczebrzeska i ul. Dzieci Zamojszczyzny (droga krajowa nr 74) oraz wspomniana linia kolejowa.
Funkcjonuje tu jedna szkoła podstawowa (nr 8), dwa zespoły szkół ponadpodstawowych (nr 2 - Technikum Mechaniczne i nr 5 - Technikum Rolnicze), Specjalny Ośrodek Szkolno-Wychowawczy (ze szkołą podstawową i zawodową). W latach 1980–2015 działał tu Wydział Nauk Rolniczych Uniwersytetu Przyrodniczego w Lublinie (w budynkach, z których wybrane znajdują się na liście zabytków miasta). 
Jedyny kościół rzymskokatolicki na terenie tej dzielnicy to kościół pw. Świętej Bożej Opatrzności (w budowie, funkcje kościoła pełni znajdująca się tutaj kaplica). Inny obiekt wyznaniowy to zbór Kościoła Ewangelicznych Chrześcijan. Przy jego północnej granicy (jednocześnie granicy Zamościa) znajduje się cmentarz komunalny.
Południowa strona ulicy Szczebrzeskiej to jedno z większych w mieście skupisk obiektów magazynowo-składowych (sklepy z materiałami budowlanymi i wykończeniowymi, usługi motoryzacyjne). Do większych obiektów należy tu też zaliczyć markety Biedronka i PSS Lux oraz hipermarket Castorama (do niedawna Carrefour, wcześniej Hypernova).
We wschodniej części dzielnicy mieści się jedna z atrakcji miasta - zamojskie ZOO.
Przy ul. Braterstwa Broni, blisko zachodniej granicy miasta, funkcjonuje jedyne w Zamościu schronisko dla bezdomnych psów.
Wśród obiektów związanych z historią Zamościa, znajduje się tu pomnik Jeńców Radzieckich (przy ul. Śląskiej), w miejscu jednego z trzech dawnych obozów jenieckich, jakie utworzyli hitlerowscy okupanci podczas II wojny światowej (pozostałe na Os. Orzeszkowej-Reymonta i  Os. Powiatowa). Obóz ten powstał w 1941 roku. Jeńców trzymano pod gołym niebem i praktycznie nie dawano jeść (jedli trawę), co doprowadziło do ich buntu - w jedną mroźną noc listopadową 1941 roku rozstrzelanych zostało ok. 15 000 jeńców, pozostali zmarli wcześniej z głodu i chorób. Również na terenie Zespołu Szkół Ponadgimnazjalnych nr 5 (tzw. „rolniczaka”, którego część zabudowy jest zabytkowa) mieściły się kwatery niemieckiej SS.
Fragment tej dzielnicy objęty jest Zamojską Specjalną Podstrefą Ekonomiczną, której utworzenie ma na celu poprawę i rozwój gospodarczy Zamościa. Jest położona przy ul. Strefowej (po północnej stronie ul. Szczebrzeskiej; druga działka znajduje się na terenie os. J. Kilińskiego). Mieści się tu także Urząd Celny oraz jego Oddział Celny (w nowo wybudowanej siedzibie w 2014 r.).

## Galeria

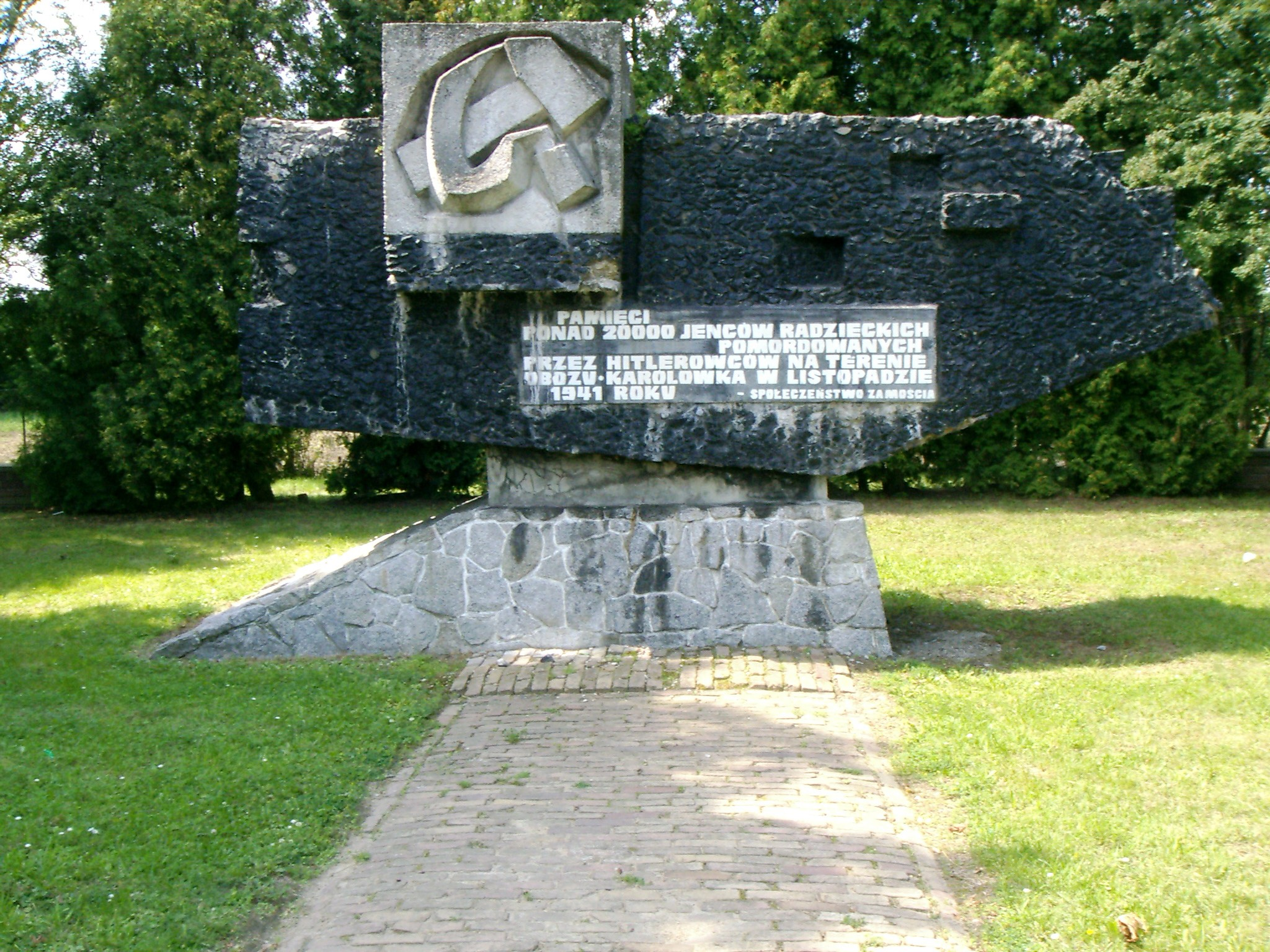
Pomnik Jeńców Radzieckich przy ul. Śląskiej
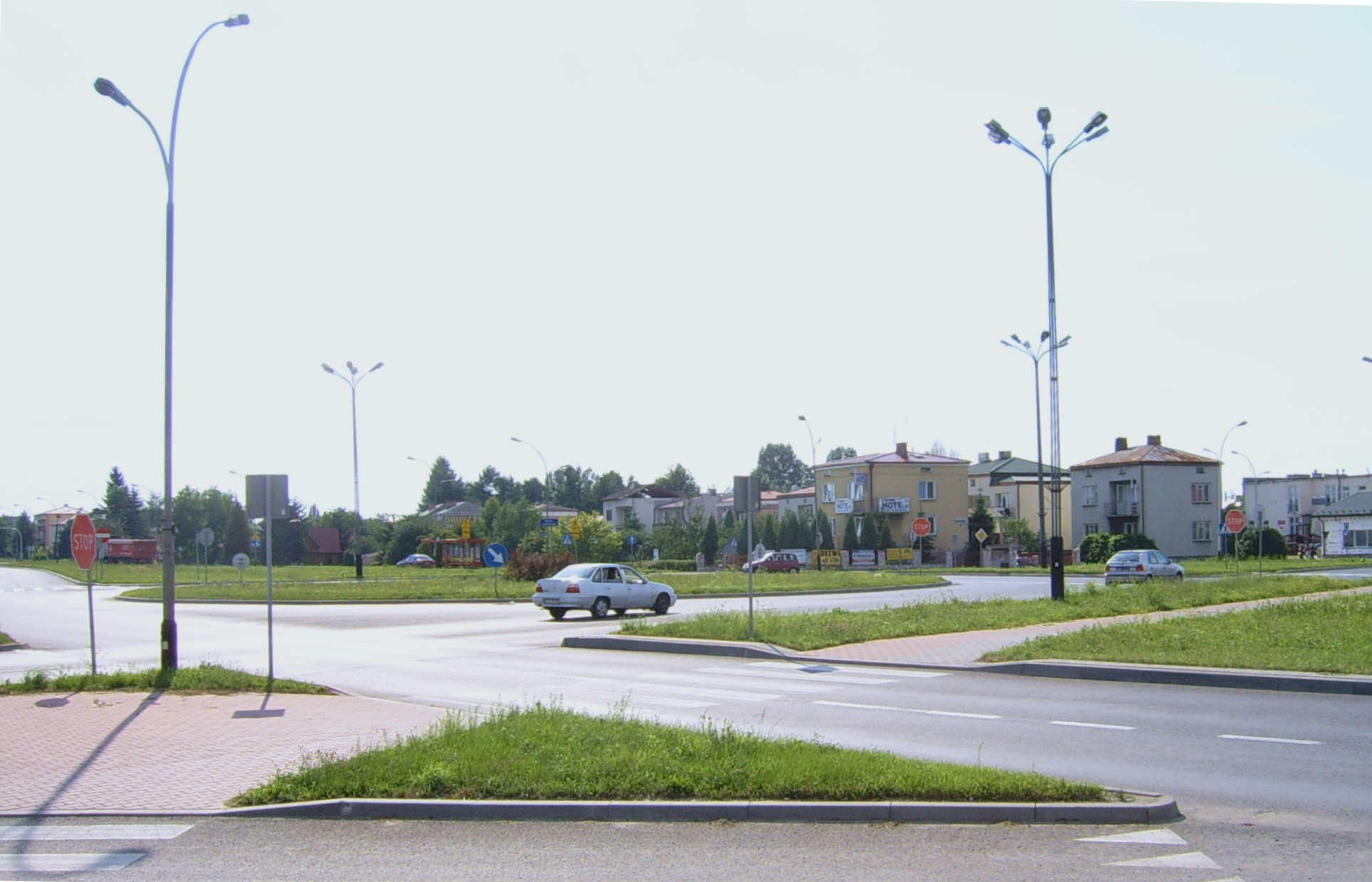
Rondo NSZZ Solidarność
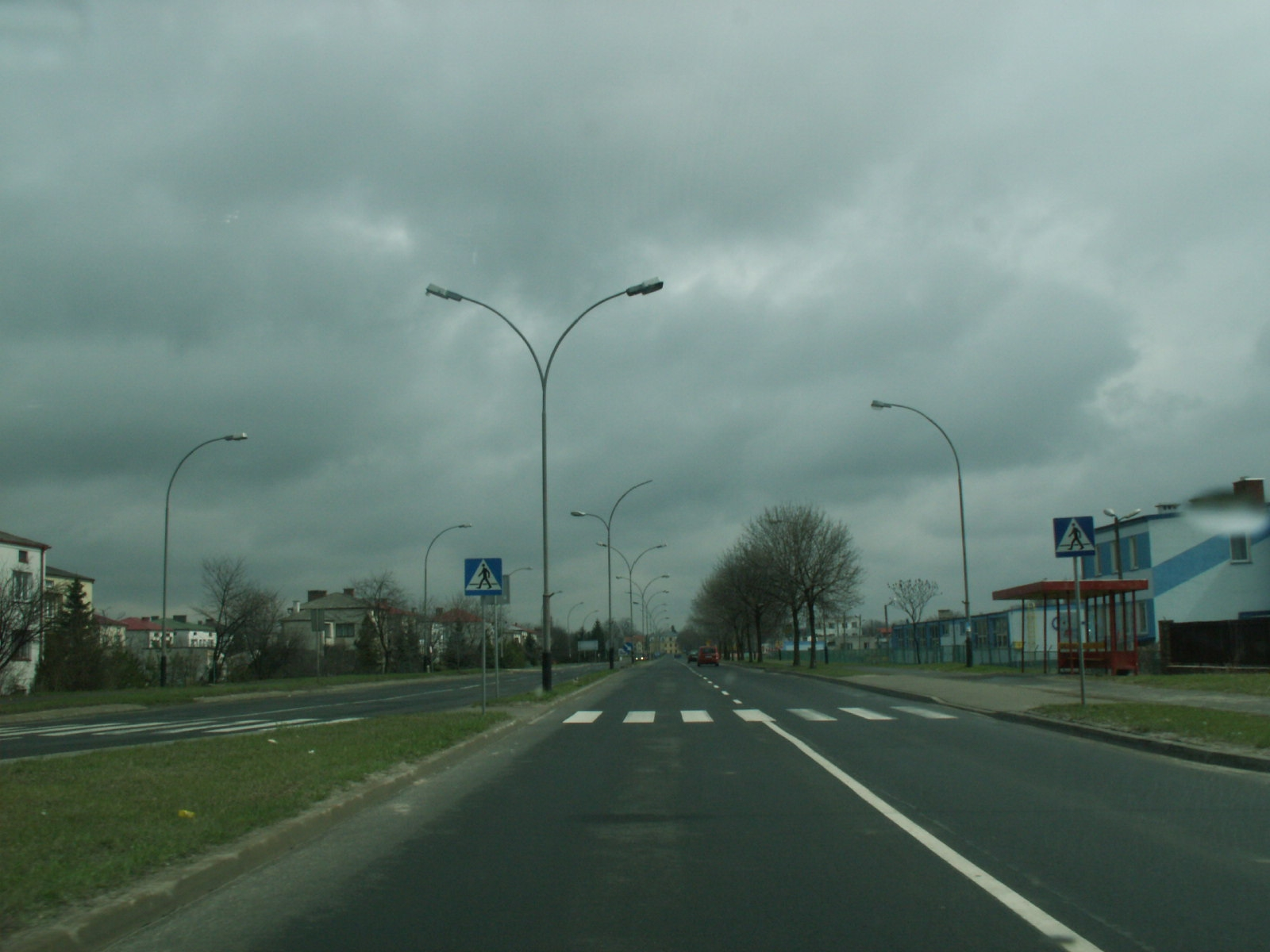
Ulica Szczebrzeska w kierunku Starego Miasta
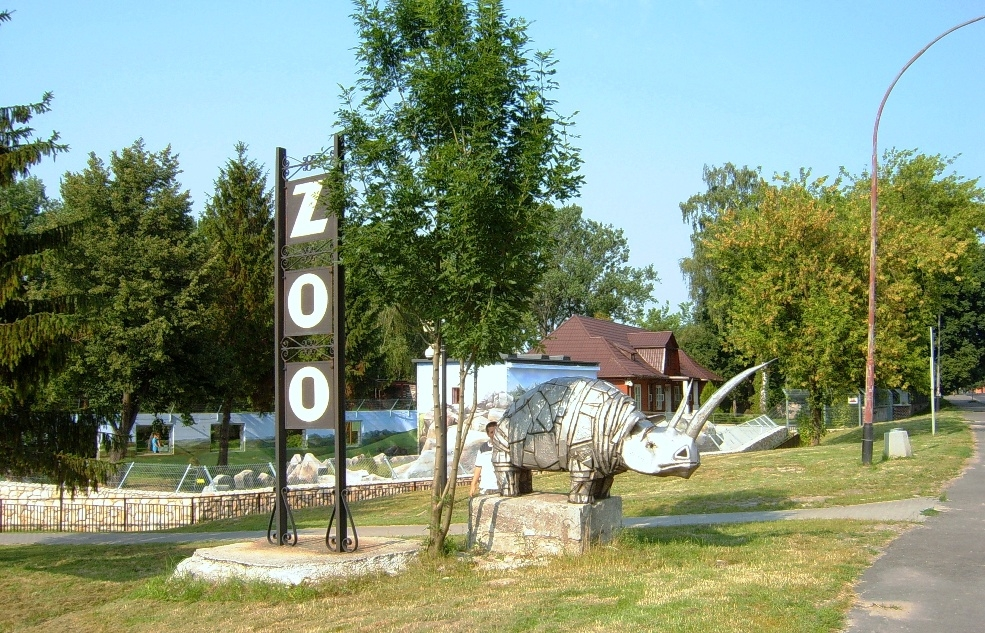
Ogród Zoologiczny
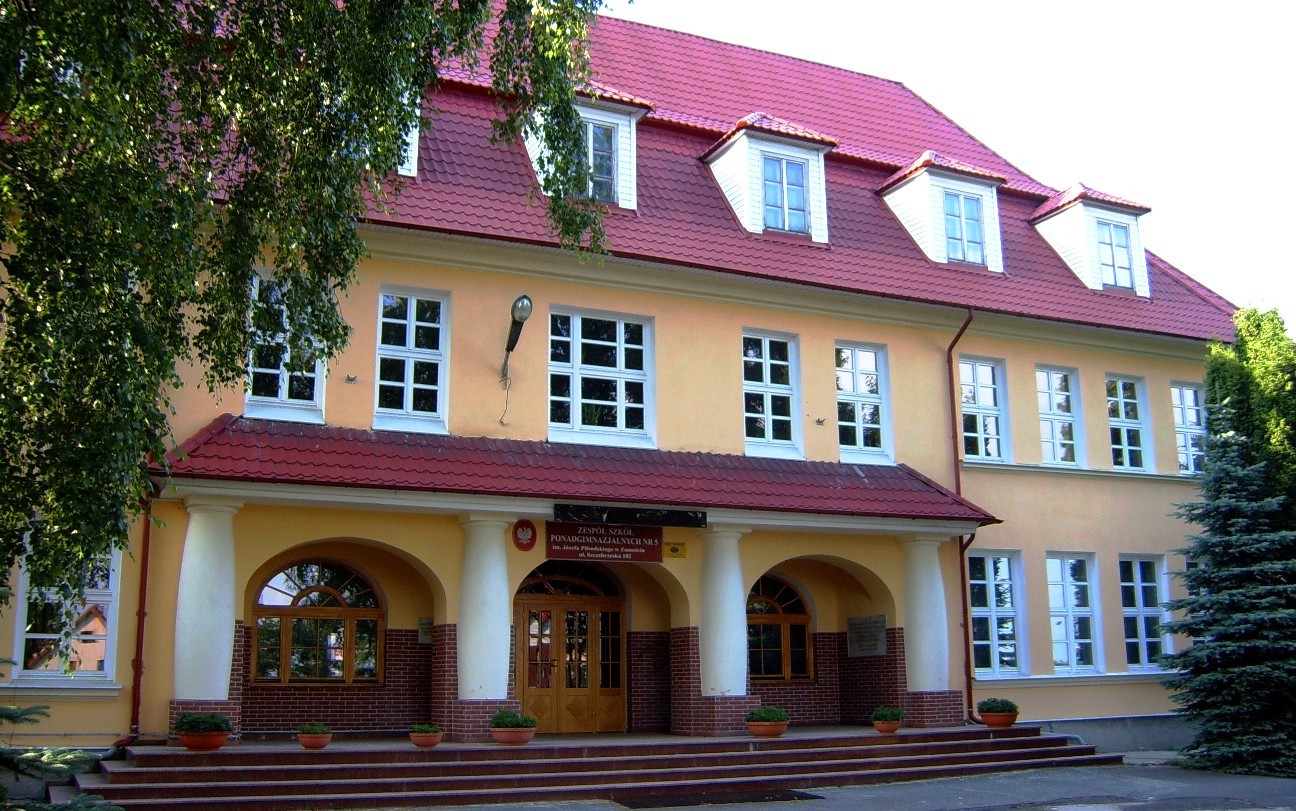
Zabytkowy budynek Zespołu Szkół Ponadpodst. nr 5 („rolniczak”)